# جک آدنبروک
جک آدنبروک (انگلیسی: Jack Addenbrooke; ۶ ژوئن ۱۸۶۵ – ۷ سپتامبر ۱۹۲۲) بازیکن فوتبال اهل پادشاهی متحد بریتانیای کبیر و ایرلند بود.
از باشگاه‌هایی که در آن بازی کرده‌است می‌توان به باشگاه فوتبال ولورهمپتون واندررز اشاره کرد.